# Alexander Nove
Alexander Nove (em russo:  Алекса́ндр Я́ковлевич Новако́вский, transl. Aleksandr Yakovlevich Novakovsky; também conhecido como Alec Nove; São Petersburgo, 24 de novembro de 1915 – 15 de maio de 1994) foi professor de economia na Universidade de Glasgow e uma notável autoridade na área de história econômica russa e soviética. De acordo com Ian D. Thatcher, "O consenso é que ele foi um dos estudiosos mais significativos dos estudos soviéticos em seu sentido mais amplo e além".

## Biografia
Alexander Nove nasceu em São Petersburgo, na Rússia, filho de Jacob Novakovsky.
Foi educado na King Alfred School, em Londres, e recebeu um diploma de bacharel em Economia pela London School of Economics, em 1936. Posteriormente se tornou membro honorário da escola, em 1982.
Serviu no Royal Signal Corps em 1939, mas foi transferido para a Inteligência Militar até 1946, onde alcançou o posto de Major. De 1947 a 1958, trabalhou no serviço civil, principalmente na Junta Comercial. Foi um Reader em Estudos Sociais e Econômicos Russos na Universidade de Londres de 1958 a 1963 e professor de Economia na Universidade de Glasgow de 1963 a 1982. Foi professor emérito e pesquisador sênior honorário em Glasgow até sua morte.
Em 1982, foi eleito membro da Sociedade Real de Edimburgo. Seus proponentes foram William Hugh Clifford Frend, Sydney Checkland, Thomas Wilson, George Wyllie, Sir Kenneth Alexander e Leslie Alcock.
Alec Nove morreu em Voss, Noruega, em 15 de maio de 1994.

## Família
Se casou em 1951 com Irene MacPherson, seu segundo casamento. Juntos tiveram Charles Nove (nascido em 1960), além de Perry e David, de seu primeiro casamento.

## Publicações
- The Soviet Economy (1961)
- (with J. A. Newth) The Soviet Middle East (1965)
- Was Stalin Really Necessary? (1965)
- Economic History of the USSR (1969, 3rd edn 1993)
- (ed. with D. M. Nuti) Socialist Economics (1972)
- Efficiency Criteria for Nationalised Industries (1973)
- Stalinism and After (1976)
- The Soviet Economic System (1977, 3rd edn 1986)
- Political Economy and Soviet Socialism (1979)
- The Economics of Feasible Socialism (1983)
- Socialism, Economics and Development (1986)
- Glasnost in Action (1989)
- Economics of Feasible Socialism Revisited (1991)
- Studies in Economics and Russia (1991)
- An Economic History of the USSR 1917-1991 (London, Penguin 1992)
- (ed.) The Stalin Phenomenon (1993)